# Moroccan All Shares Index
 (février 2016).
Si vous disposez d'ouvrages ou d'articles de référence ou si vous connaissez des sites web de qualité traitant du thème abordé ici, merci de compléter l'article en donnant les références utiles à sa vérifiabilité et en les liant à la section « Notes et références ».
Le Moroccan All Shares Index ou MASI est le principal indice boursier de la Bourse de Casablanca. 
Il est composé de la valeur boursière (nombre d'actions X prix de l'action) de toutes les entreprises cotées sur la Bourse de Casablanca. Le MASI est dominé par Maroc Telecom et les grandes banques (Attijari, BCP, Bank of Africa).   

## Historique
- 1986 : Création de l'Indice Général Boursier (IGB)[1]
- 2002 : Création des indices MASI, MADEX, leurs sous-jacents et les indices sectoriels[1]
- 2004 : Adoption de la capitalisation flottante dans le calcul des indices[1]
- 2012 : Création des indices FTSE 15, FTSE All liquid MAROC

## Statistiques
En 2025, les 10 premières entreprises marocaines par capitalisation boursière sont les suivantes : 
| Chiffres en milliards de dirhams (au 17 avril 2025) | Chiffres en milliards de dirhams (au 17 avril 2025) | Chiffres en milliards de dirhams (au 17 avril 2025) | Chiffres en milliards de dirhams (au 17 avril 2025) |
| Société                                             | Société                                             | Secteur                                             | Capitalisation                                      |
| --------------------------------------------------- | --------------------------------------------------- | --------------------------------------------------- | --------------------------------------------------- |
| 1                                                   | Attijariwafa Bank                                   | Banques                                             | 142,85                                              |
| 2                                                   | Maroc Télécom                                       | Télécom                                             | 101,09                                              |
| 3                                                   | Managem                                             | Mines                                               | 59,5                                                |
| 4                                                   | BCP                                                 | Banques                                             | 54,89                                               |
| 5                                                   | Taqa Morocco                                        | Énergie                                             | 53,97                                               |
| 6                                                   | Marsa Maroc                                         | BTP                                                 | 52,69                                               |
| 7                                                   | Lafarge Holcim Maroc                                | BTP                                                 | 43,72                                               |
| 8                                                   | Bank of Africa                                      | Banques                                             | 40,78                                               |
| 9                                                   | Ciments du Maroc                                    | BTP                                                 | 27,28                                               |
| 10                                                  | TGCC                                                | BTP                                                 | 21,73                                               |

## Ensemble des entreprises cotées

### Marché principal
- Afriquia
- Atlanta Assurance
- Attijariwafa Bank
- Auto Hall
- Bank of Africa
- Banque centrale populaire
- BMCI
- CIH
- Colorado
- Ciments du Maroc
- Cosumar
- Crédit du Maroc
- Delta Holding
- Diac Salaf
- Disty Technologies
- Addoha Douja Promotion
- Eqdom
- Fénie Brossette
- Holcim Maroc
- HPS
- Label'Vie
- Lesieur Cristal
- Groupe Managem
- Maroc Leasing
- Maroc Telecom
- Minière de Touissit
- Oulmès
- Promopharm
- Risma
- Salafin
- Samir
- Sanlam Maroc
- SM Imiter
- Société des Boissons du Maroc
- SNEP
- Sonasid
- Sothema
- Wafa Assurance

### Marché Développement
- Aluminium du Maroc
- Auto Nejma
- Cartier Saâda
- CTM
- Delattre-Levivier
- IB Maroc.com
- M2M Group
- Maghreb Oxygène
- Maghrebail
- Med Paper
- Microdata
- Stokvis Nord Afrique
- Unimer

### Marché Croissance
- Agma Lahlou-Tazi
- Balima
- Dari Couspate
- Involys
- Rebab Compagnie
- SRM
- Timar
- Zellidja